# آنه ویالیتسینا
آنه ویالیتسینا (روسی: Анна Сергеевна Вьялицына؛ زادهٔ ۱۹ مارس ۱۹۸۶ ‏(۳۸ سال)) یک مانکن (فرد) اهل روسیه است.
از فیلم‌ها یا برنامه‌های تلویزیونی که وی در آن نقش داشته است می‌توان به یک روز خوب برای جان سخت اشاره کرد.